# Marchiò Molziner

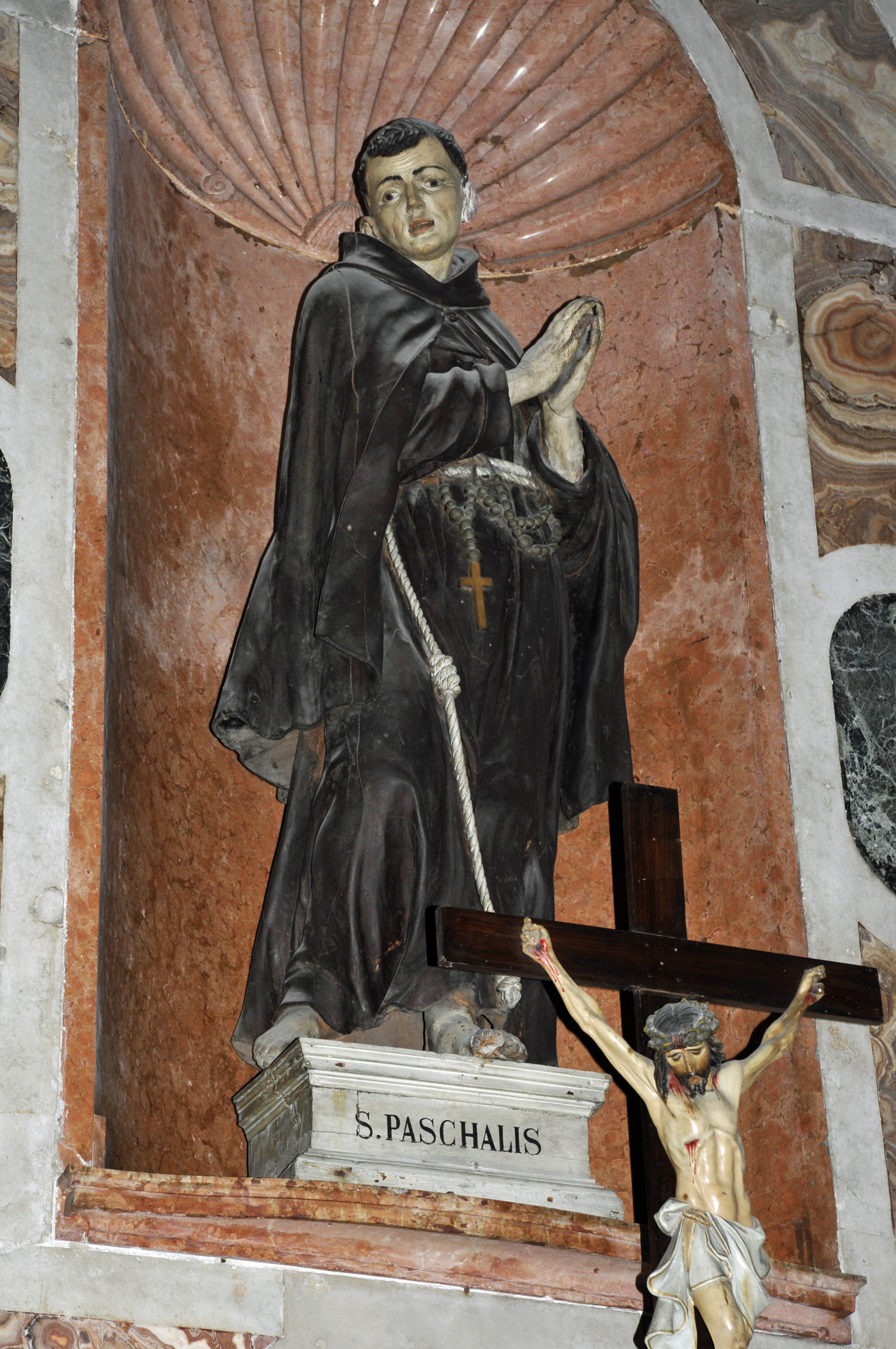

Marchiò Molziner, vermutlich auch Marcion oder Melchior Malsiner, war ein gebürtiger Grödner, geboren um 1655.
Nachweislich trat er 1671 in die Werkstatt des venezianischen Bildhauers Pietro Morando ein. 1704 führte er seine eigene Werkstatt, 1714 ist er nochmals als Inhaber einer Werkstatt bezeugt.

## Werke
Molziner war ursprünglich wahrscheinlich Verzierungsbildhauer; in Gröden waren schon einige Schnitzer, Nachkommen von Christian Trebinger, im 17. und 18. Jahrhundert als Rahmenschnitzer bekannt. Als solcher schnitzte er 1702 und 1704 für die Sakristei des Nonnenklosters Sant’Andrea della Zirada in Venedig. Diese Werke sind dokumentiert, jedoch nicht erhalten.
Die einzige bekannte, von Molziner 1691 geschnitzte Holzstatue stellt den Heiligen Paschalis Baylon dar und befindet sich in der Kirche San Francesco della Vigna in Venedig in der sechsten Kapelle (Cappella Priuli) der linken Seite des Hauptschiffes. Dieselbe Holzfigur wurde dort aufgestellt, nachdem sie 1898 aus der Giustinian-Kapelle von Santa Maria della Salute entfernt wurde. Laut Paola Rossi ist die Statue ein Werk von mittelmäßiger stilistischer Qualität und lässt darauf schließen, dass der Künstler nicht das Niveau seines Meisters Morando erreichte.